# 胡奎 (正德進士)
胡奎（1494年—？），字應文，江西臨江府新淦縣人，明朝政治人物。

## 生平
正德十一年（1516年）丙子科江西鄉試第六十七名。正德十六年（1521年）辛巳科進士。嘉靖四年任金華府推官，歷官光禄寺寺丞，嘉靖二十年（1541年）二月升本寺少卿，二十二年十二月升南京太僕寺少卿，二十四年三月改北太僕寺少卿，嘉靖二十五年（1546年）三月廿六升任順天府府尹。二十八年十一月升都察院右副都御史、巡抚云南，坐前为顺天府尹时，故纵盗库大使王锡，为言官所劾，二十九年十月闲住。

## 家族
曾祖父胡子鑑；祖父胡元節；父親胡體恕。母江氏。重庆下。孫胡懋桂。